# Peñaranda de Duero
Peñaranda de Duero – gmina w Hiszpanii, w prowincji Burgos, w Kastylii i León, o powierzchni 64,53 km². W 2011 roku gmina liczyła 578 mieszkańców.